# Adam Benis
Adam Jerzy Benis (ur. 9 marca 1898 w Krakowie, zm. 24 stycznia 1936 w Warszawie) – polski dyplomata, historyk, badacz stosunków polsko-egipskich.

## Życiorys
Był synem Artura Benisa. Uczył się w szkołach średnich w Neuchâtel i Genewie. Odbył studia na wydziałach prawnym i humanistycznym na uniwersytetach w Genewie, Fryburgu, Paryżu, Wiedniu i Warszawie. Od 1917 pracował w polskim biurze prasowym i misji Rady Regencyjnej w Bernie. Był delegatem i doradcą w sprawie zagadnień gospodarczych na konferencji pokojowej w Paryżu w 1919 roku. W tym samym roku pracował jako referent w Departamencie Politycznym Komitetu Narodowego Polskiego.
Zatrudniony był przez wiele lat w służbie dyplomatycznej, m.in. do 1923 był sekretarzem w Poselstwie RP w Paryżu. Z dniem 1 października 1931 został mianowany attaché honorowym Poselstwa RP w Kairze, z dniem 1 czerwca 1932 sekretarzem Poselstwa. Z funkcji tej został odwołany z dniem 28 lutego 1934 i z dniem 1 marca 1934 został mianowany radcą ministerialnym i przydzielony do Biura Radcy Ekonomicznego w MSZ. Jesienią 1934 udzielono mu w MSZ urlopu bezpłatnego, a z dniem 1 sierpnia 1935 został przeniesiony w stan nieczynny. Wielokrotnie pełnił funkcję delegata do Ligi Narodów w Genewie.
Pracę dyplomatyczną w  Kairze łączył z badaniami naukowymi z dziejów polskiej emigracji polistopadowej, kontaktów polsko-egipskich oraz stosunków Polski z krajami Lewantu. Publikował również artykuły w czasopismach. Był członkiem Polskiego Towarzystwa Geograficznego oraz Królewskiego Towarzystwa Geograficznego Egiptu; w siedzibie tej instytucji wygłosił w 1934 odczyt na temat Muhammada Alego. Publikował artykuły w czasopismach. Zgromadził również materiał badawczy z interesujących go zagadnień poprzez kwerendy archiwalne w Polsce, Francji, Austrii i krajach arabskich, ale los tych notatek nie jest znany. Pośmiertnie wydana została jedynie jego praca Une mission militaire polonaise en Egypte (Kair 1938).
Był współzałożycielem Polskiego Towarzystwa Dobroczynnego w Kairze.

## Odznaczenia
- Medal Dziesięciolecia Odzyskanej Niepodległości[13],
- Krzyż Kawalerski Orderu Legii Honorowej (Francja)[14].